# استفن سوسنر
استفن سوسنر (انگلیسی: Steffen Süßner؛ زادهٔ ۲۶ سپتامبر ۱۹۷۷) بازیکن فوتبال اهل آلمان است.
از باشگاه‌هایی که در آن بازی کرده‌است می‌توان به باشگاه فوتبال ارتسگبیرگ آئو اشاره کرد.